# Levice (Piemont)
Levice ist eine Gemeinde in der italienischen Provinz Cuneo (CN), Region Piemont.

## Lage und Einwohner
Levice liegt rund 80 km nordöstlich von der Provinzhauptstadt Cuneo entfernt in dem Gebiet Langhe. Zur Gemeinde zählen auch die Weiler Ponte Levice und Viazzi.
Das Gemeindegebiet umfasst eine Fläche von 15 km² und hat 194 Einwohner (Stand 31. Dezember 2023). Die Nachbargemeinden sind Bergolo, Castelletto Uzzone, Feisoglio, Gorzegno, Pezzolo Valle Uzzone, Prunetto und Torre Bormida.

## Kulinarische Spezialität
Bei Levice wird Weinbau betrieben. Die Beeren der Rebsorten Spätburgunder und/oder Chardonnay dürfen zum Schaumwein Alta Langa verarbeitet werden.

## Geschichte

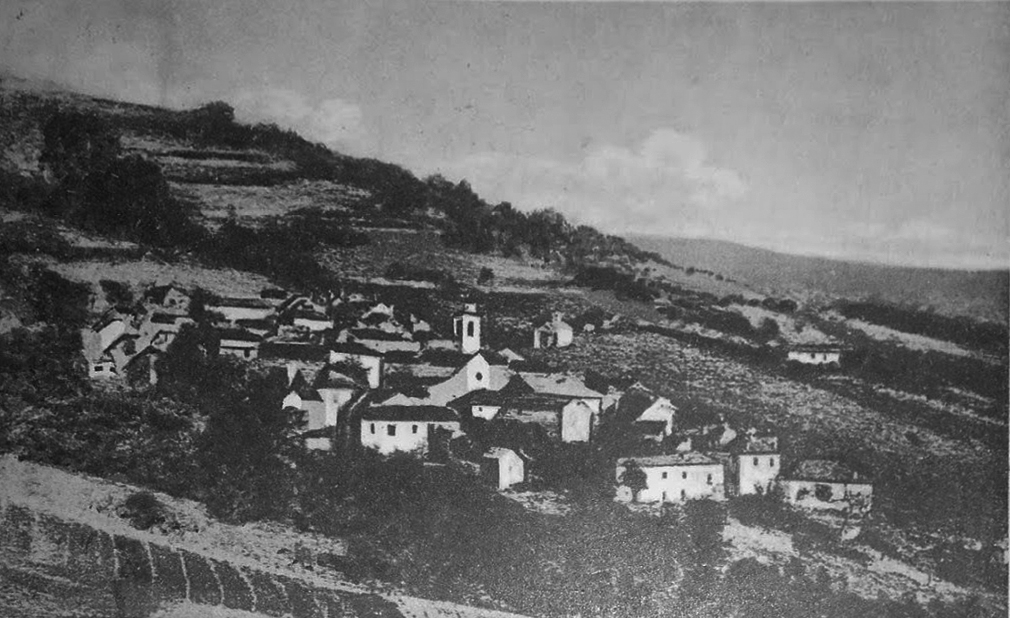
Levice 1934

Nach Ansicht einiger Gelehrter setzt das Toponym den Personennamen LAEVICUS fort, der den ethnischen Namen der Ligurier „Laevi“ aufgreift. Die mittelalterliche Dokumentation berichtet von „Levesj“ im Jahr 991 und fährt mit „Leves“ fort.
Es war durch Konzession Kaiser Friedrichs I. ein Lehen der Markgrafen von Savona. Später ging es an die Familie Del Carretto und dann an einen Zweig derselben Familie, die Markgrafen von Bruneto, über, deren Gründer Ludovico sein Lehen 1431 den Herzögen von Mailand übergab. Im Jahr 1522 wurde sein ältester Sohn von Herzog Francesco II. Sforza mit dem Gebiet ausgestattet, dem die Del Carrettos ihre Herrschaft unterordneten. Es war Anna del Carretto, die das Lehen von Levice als Mitgift an Galeazzo Scarampi brachte. Aus historisch-architektonischer Sicht ist das Schloss der Familie Del Carretto erwähnenswert, von dem nur noch wenige Ruinen erhalten sind.
Bemerkenswert ist auch die Pfarrkirche Sant’Antonio aus dem Jahr 1002, das Ergebnis einer vollständigen Rekonstruktion im Jahr 1766 im spätbarocken Stil, mit einem Giebelprofil, das auf die dreischiffige Innenstruktur hinweist. Darüber hinaus gibt es im Gemeindegebiet mehrere Landkapellen. Von größerem Interesse ist die Kirche, die San Rocco gewidmet ist und an der Kreuzung zwischen der Straße, die ins Bormida-Tal führt, und der Straße, die Bergolo mit Prunetto verbindet, liegt.